# Немецкое рабочее общество
- Не следует путать с Просветительным обществом немецких рабочих и Союзом немецких рабочих обществ

Немецкое рабочее общество (нем. Deutscher Arbeiterverein) — легальная пролетарская организация для открытой пропаганды коммунистических идей. Действовало в 1847—1848 годах в Брюсселе.
Организовано Карлом Марксом в конце августа 1847 года по типу лондонского Просветительного общества немецких рабочих (de:Deutscher Arbeiterbildungsverein). В июне этого года произошла реорганизация Союза справедливых в Союз коммунистов, Маркс возглавил Брюссельский окружной комитет Союза, для пропаганды его идей среди рабочих Брюсселя и основал это общество.
Численность членов общества составляла около 100 человек, в основном в него входили рабочие немецкие эмигранты. 31 декабря 1847 года на вечере общества присутствовало 130 человек, от имени польской демократии выступал И.Лелевель, со стихами выступала Женни Маркс.
Общество развернуло широкую просветительную и пропагандистскую деятельность, установило контакт с бельгийскими и лондонскими рабочими организациями. Члены общества приняли участие в создании международной Брюссельской демократической ассоциации. Отчёты о работе общества печатались в газете Deutsche-Brüsseler-Zeitung. На собраниях общества Маркс читал лекции по экономике, так в декабре 1847 года он прочёл ряд лекций о наемном труде и капитале — наброски к которым представляют его работу «Заработная плата».
После Революции 1848 года во Франции, бельгийской власти, опасаясь революционного влияния общества на рабочих, арестовали и подвергли высылке многих его членов, в том числе Карла Маркса и секретаря общества Вильгельма Вольфа. Деятельность общества прекратилась.